# Slangehoved (slægt)
Slangehoved (Echium) er en slægt med ca. 60 arter af urteagtige eller buskagtige planter, som er udbredt i Sydafrika, Nordafrika, på Kap Verde-øerne, Madeira og De Kanariske Øer (med 23 endemiske arter), samt i Europa og dele af Asien. Hele planten er dækket af stive hår. Stænglerne er kraftige og af og til også forvedede. Bladene er spredtstillede og hele med hel rand. Blomsterne er samlet i sidestillede svikler, og de er – i modsætning til de fleste inden for Rublad-familien – uregelmæssige (énsymmetriske). Frugterne er nødagtige, kantede og ru delfrugter.
| Beskrevne arter |

- Slangehoved (Echium vulgare)
- Bleg slangehoved (Echium italicum)
- Hvid slangehoved (Echium candicans)
- Juvelslangehoved (Echium wildpretii)
- Rød slangehoved (Echium creticum)
- Smalbladet slangehoved (Echium angustifolium)
- Vejbredslangehoved (Echium plantagineum)

| Andre arter |

- Echium auberianum
- Echium callithyrsum
- Echium nervosum
- Echium perezii
- Echium pininana
- Echium russicum
- Echium simplex
- Echium strictum